# Chiari di luna
Chiari di luna è un film del 1988, il primo diretto da Lello Arena.

## Trama
Davide Ruffo è un giovanotto sognatore. Un giorno decide di lasciare il suo paese, e grazie all'aiuto di una zia suora va a Napoli per realizzare il suo sogno: diventare mago. Arrivato in città prende alloggio alla pensione Fiordaliso dove conosce molti personaggi eccentrici tra cui una compagnia teatrale che lo convince ad aggregarsi a loro. Durante il suo girovagare notturno, incontra una bella ragazza giapponese, Yumi, di cui si invaghisce subito nonostante lei abbia la strana abitudine di piangere per qualsiasi motivo. Dopo tanti sforzi, le cose non vanno come lui sperava, sia per il lavoro che per l'amore, decide quindi di partire e abbandonare tutto. Al momento della partenza, però, non riuscirà a rinunciare agli amici, con i quali ritrova l'entusiasmo per lo spettacolo e l'amica Yumi.

## Curiosità
- All'interno del film si possono notare due locandine di due film interpretati dallo stesso Lello Arena: Bertoldo, Bertoldino e Cacasenno di Mario Monicelli e Cuori nella tormenta di Enrico Oldoini, entrambi del 1984.